# Cynewulf
Cynewulf – anglosaski poeta, który żył prawdopodobnie w Northumbrii w VIII lub IX wieku. Cztery poematy można z całą pewnością przypisać jemu ze względu na runiczne „podpisy” w tekście, co czyni go jednym z dwóch, obok Cedmona z Whitby, znanych z imienia anglosaskich poetów.

## Twórczość
Znany z poematów:
- The Fates of the Apostles (Losy apostołów),
- The Ascension (Wniebowstąpienie),
- Juliana – utrzymany w tematyce passio, opisujący cierpienia i męczeństwo św. Juliany,
- Elene (Helena) – opisuje legendarną wyprawę cesarzowej Heleny, matki Konstantyna Wielkiego, po relikwie Krzyża Świętego.

Cynewulfowi przypisuje się także autorstwo czterech innych utworów:
- Andreas (Andrzej) – historia Świętego Andrzeja, który ratuje Mateusza Ewangelistę z rąk ludożerców,
- Nativity (Boże Narodzenie),
- Last Judgment (Sąd Ostateczny),
- St. Guthlac (Święty Guthlac) – opowieść o pustelniku z Mercji, Świętym Guthlacu.

Autorstwo dwóch kolejnych jest bardzo wątpliwe: The Dream of the Rood (Sen o Krzyżu Świętym) oraz Phoenix (Feniks).
Dzieła przypisywane Cynewulfowi, wraz z innymi, które są zbliżone w stylu, tworzą tzw. szkołę Cynewulfa, która jest odmienna od twórczości Caedmona.